# Leonid Iwanowitsch Sedow
Leonid Iwanowitsch Sedow (russisch Леонид Иванович Седов, englische Transkription Sedov; * 1. November 1907 in Rostow am Don; † 5. September 1999 in Moskau) war ein russischer Wissenschaftler für angewandte Mathematik und Mechanik.

## Leben
Sedow machte 1930 seinen Abschluss an der Lomonossow-Universität und war danach bis 1947 Wissenschaftler am Zentralen Aero-Hydrodynamischen Institut. Gleichzeitig war er ab 1937 Professor an der Lomonossow-Universität. Er wurde 1936 bei Sergei Alexejewitsch Tschaplygin und Nikolai Jegorowitsch Schukowski promoviert und habilitierte sich (russischer Doktortitel) 1938 bei Michail Alexejewitsch Lawrentjew (Theorie plan-paralleler Strömung in Flüssigkeiten). Ab 1945 war er am Steklow-Institut.
Sedow ist für die Entwicklung von mathematischen Lösungen in der Hydrodynamik und Aerodynamik bekannt, zum Beispiel für die Ausbreitung von Stoßwellen und der Modellierung des Einschlags von Körpern. Er behandelte das aerodynamische Problem der Strömung und der Kräfte an deformierbaren Flügeln und nichtstationäre Strömungsprobleme um Flugzeugflügel (Tragflächenberechnungen). Bekannt wurde er für seine schon im Zweiten Weltkrieg erfolgte mathematischen Modellierung von Explosionen. Dabei wandte er Ähnlichkeitstransformationen an und untersuchte selbstähnliche Lösungen, worüber er ein Buch veröffentlichte. Teilweise liefen diese Untersuchungen parallel zu denen westlicher Wissenschaftler wie Geoffrey Ingram Taylor etwa zur selben Zeit. Er entwickelte Modelle der Kontinuumsmechanik unter Berücksichtigung elektrodynamischer und thermodynamischer Effekte und formulierte ein Variationsprinzip zur Ableitung von Bewegungsgleichungen und Randbedingungen in der Kontinuumsmechanik.
Er war auch am sowjetischen Weltraumprogramm in leitender Funktion beteiligt. Beispielsweise war er 1955 Mitglied der sowjetischen Kommission in Kopenhagen, die den Start des Sputnik Satelliten ankündigte. Das war die erste offizielle Verlautbarung der Sowjetunion über die Existenz ihres Weltraumprogramms. 1961 und 1962 war er Präsident der International Astronautical Federation. Ab 1965 stand er der Abteilung Hydro- und Aerodynamik der sowjetischen Akademie der Wissenschaften vor.
1946 wurde er korrespondierendes und 1953 volles Mitglied der sowjetischen Akademie der Wissenschaften. 1960 wurde er in die American Academy of Arts and Sciences und 1969 zum Mitglied der Leopoldina gewählt. Seit 1967 war er korrespondierendes und seit 1978 auswärtiges Mitglied (associé étranger) der Académie des sciences in Paris. 1952 erhielt er den Staatspreis der UdSSR und viermal den Leninorden. 1967 wurde er Held der sozialistischen Arbeit. 1974 erhielt er die Ljapunow-Goldmedaille der Akademie der Wissenschaften der UdSSR. Er war Ritter der Ehrenlegion.

## Schriften
- Introduction to the mechanics of continuous media, Addison-Wesley 1965
- Foundations of the nonlinear mechanics of continua, Academic Press 1966
- Similarity and Dimensional Methods in Mechanics, London 1959, 10. Auflage CRC Press 1993 (eine englische Übersetzung erschien auch bei MIR, Moskau 1982)
- Propagation of strong shock waves, Journal of Applied Mathematics and Mechanics, Band 10, 1946, S. 241–250
- als Herausgeber Unsteady motions of compressible media with blast waves, American Mathematical Society 1967
- Herausgeber mit G. A. Liubimov, G. G. Chernyi Fluid Mechanics, New York 1990
- Course in continuum mechanics, 4 Bände, Wolters Noordhoff, Groningen 1971–1972
- Two-dimensional problems in hydrodynamics and aerodynamics, Interscience 1965
- Herausgeber Analytical mechanics, stability of motion, celestial ballistics , Jerusalem, Israel Program for Scientific Translations 1968